# العلاقات البحرينية الإثيوبية
العلاقات البحرينية الإثيوبية هي العلاقات الثنائية التي تجمع بين البحرين وإثيوبيا.

## مقارنة بين البلدين
هذه مقارنة عامة ومرجعية للدولتين:
| وجه المقارنة                                              | البحرين       | إثيوبيا                        |
| --------------------------------------------------------- | ------------- | ------------------------------ |
| المساحة (كم2)                                             | 765           | 1.10 مليون                     |
| عدد السكان (نسمة)                                         | 1.49 مليون    | 104.96 مليون                   |
| الكثافة السكانية (ن./كم²)                                 | 194.77 ألف    | 95.42                          |
| العاصمة                                                   | المنامة       | أديس أبابا                     |
| اللغة الرسمية                                             | اللغة العربية | اللغة الأمهرية                 |
| العملة                                                    | دينار بحريني  | بير إثيوبي                     |
| الناتج المحلي الإجمالي (بليون دولار)                      | 35.31 مليار   | 80.56 مليار                    |
| الناتج المحلي الإجمالي (تعادل القوة الشرائية) بليون دولار | 64.16 مليار   | 161.90 مليار                   |
| الناتج المحلي الإجمالي الاسمي للفرد دولار أمريكي          | 22.60 ألف     | 619                            |
| الناتج المحلي الإجمالي للفرد دولار أمريكي                 | 45.50 ألف     | 1.50 ألف                       |
| مؤشر التنمية البشرية                                      | 0.824         | 0.442                          |
| رمز المكالمات الدولي                                      | +973          | +251                           |
| رمز الإنترنت                                              | .bh           | .et                            |
| المنطقة الزمنية                                           | ت ع م+03:00   | ت ع م+03:00، توقيت شرق أفريقيا |

## منظمات دولية مشتركة
يشترك البلدان في عضوية مجموعة من المنظمات الدولية، منها:
| علم المنظمة | اسم المنظمة                        | تاريخ انضمام البحرين | تاريخ انضمام إثيوبيا |
| ----------- | ---------------------------------- | -------------------- | -------------------- |
|             | الاتحاد البريدي العالمي            | ?                    | ?                    |
|             | منظمة حظر الأسلحة الكيميائية       | ?                    | ?                    |
|             | الأمم المتحدة                      | 21 سبتمبر 1971       | 13 نوفمبر 1945       |
|             | منظمة الشرطة الجنائية الدولية      | ?                    | ?                    |
|             | وكالة ضمان الاستثمار متعدد الأطراف | 12 أبريل 1988        | 13 أغسطس 1991        |
|             | مؤسسة التمويل الدولية              | 22 سبتمبر 1995       | 20 يوليو 1956        |
|             | البنك الدولي للإنشاء والتعمير      | 15 سبتمبر 1972       | 27 ديسمبر 1945       |
|             | الاتحاد الدولي للاتصالات           | 1975                 | 20 فبراير 1932       |
|             | الفريق المعني برصد الأرض           | ?                    | ?                    |
|             | يونسكو                             | 18 يناير 1972        | 1 يوليو 1955         |

## أعلام
هذه قائمة لبعض الشخصيات التي تربطها علاقات بالبلدين:
- تيغيست غاشاو (25 ديسمبر 1996 – )
- مريم جمال (16 سبتمبر 1984 – )
- ميمي بيليتي (9 يونيو 1988 – )

## وصلات خارجية
- موقع وزارة الخارجية البحرينية
- موقع وزارة الخارجية الإثيوبية